# Aeroportul Seymour
Aeroportul Seymour (IATA: GPS, ICAO: SEGS) este un aeroport din Provincia Galápagos, Ecuador ce deservește zona Isla Baltra⁠(d). Aeroportul a fost tranzitat în 2018 de 262.647 de pasageri.
Situat la o altitudine de 63 m, aeroportul dispune de 1 pistă.

## Infrastructură

### Piste
Aeroportul dispune de o singură pistă. Pista 14/32 are suprafața de asfalt și dimensiunile 2.401 m × 35 m. 